# Гроот, Иоганн Николаус
Иоганн Николаус Гроот (нем. Johann Nikolaus Grooth; 1723, Штутгарт, Герцогство Вюртемберг — 16 июля 1797, Мемминген, Швабия) – немецкий художник–портретист. 

## Биография
Родился в 1723 году в Штутгарте, столице курфюршества Вюртемберг. Сын вюртембергского придворного живописца Иоганна Кристофа Гроота, младший брат работавших в России художников: портретиста Георга Кристофа (1716—1749) и анималиста Иоганна Фридриха (1717—1801) Гроотов.
Первые уроки мастерства получил у отца. Работал в Вене, позднее — в Мюнхене, где являлся придворным портретистом баварских курфюрстов, затем — в Швейцарии, в Базеле и Берне.
Скончался в 1797 году в Меммингене.

## Галерея

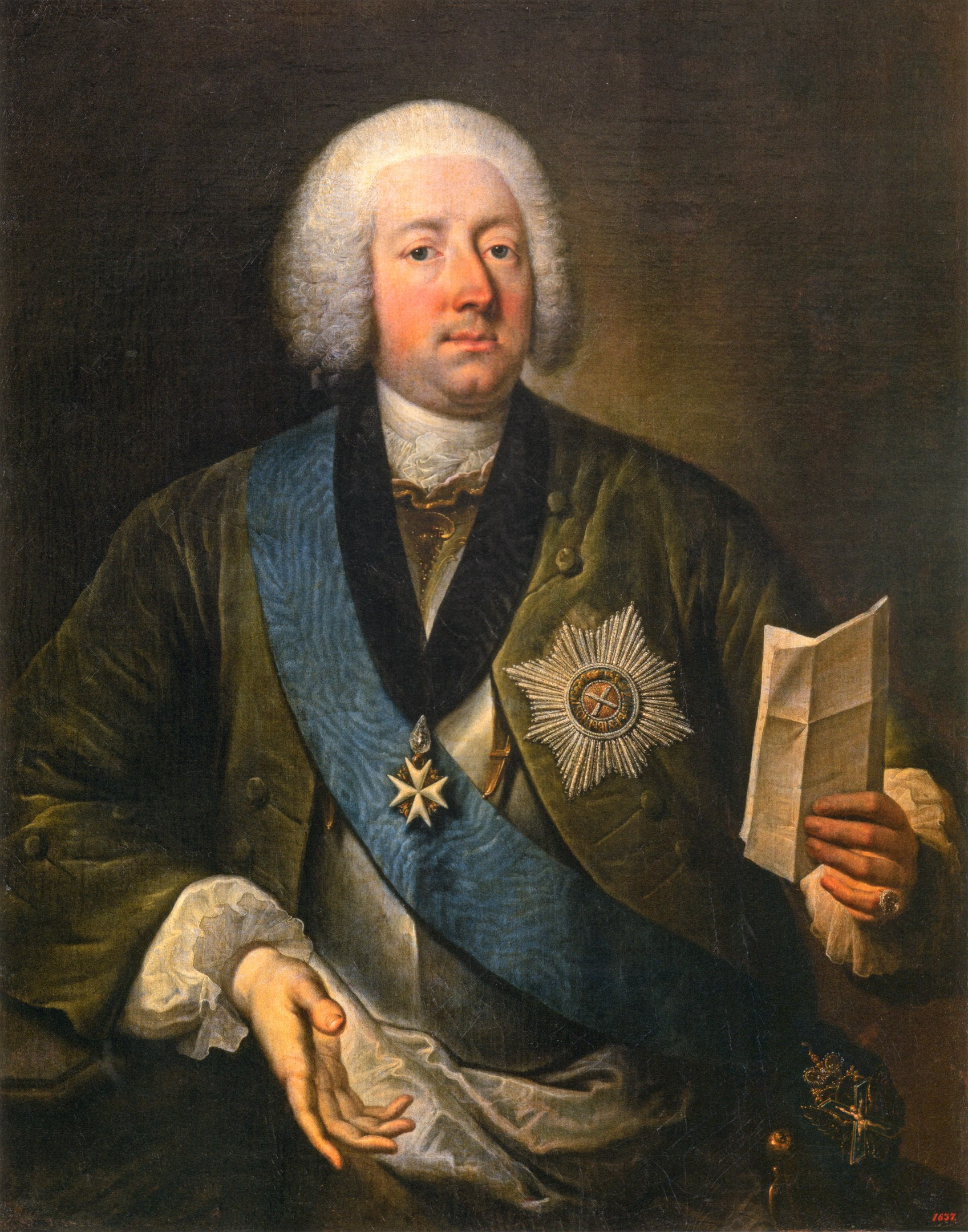
Портрет Морица Карла Линара, фаворита российской правительницы Анны Леопольдовны
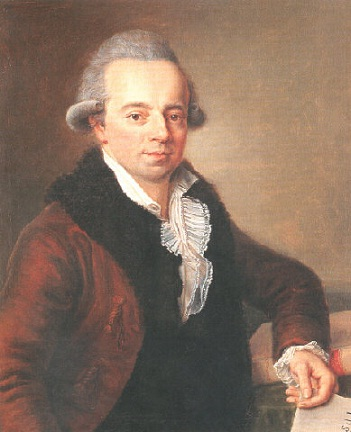
Портрет учёного Даниила Бернулли
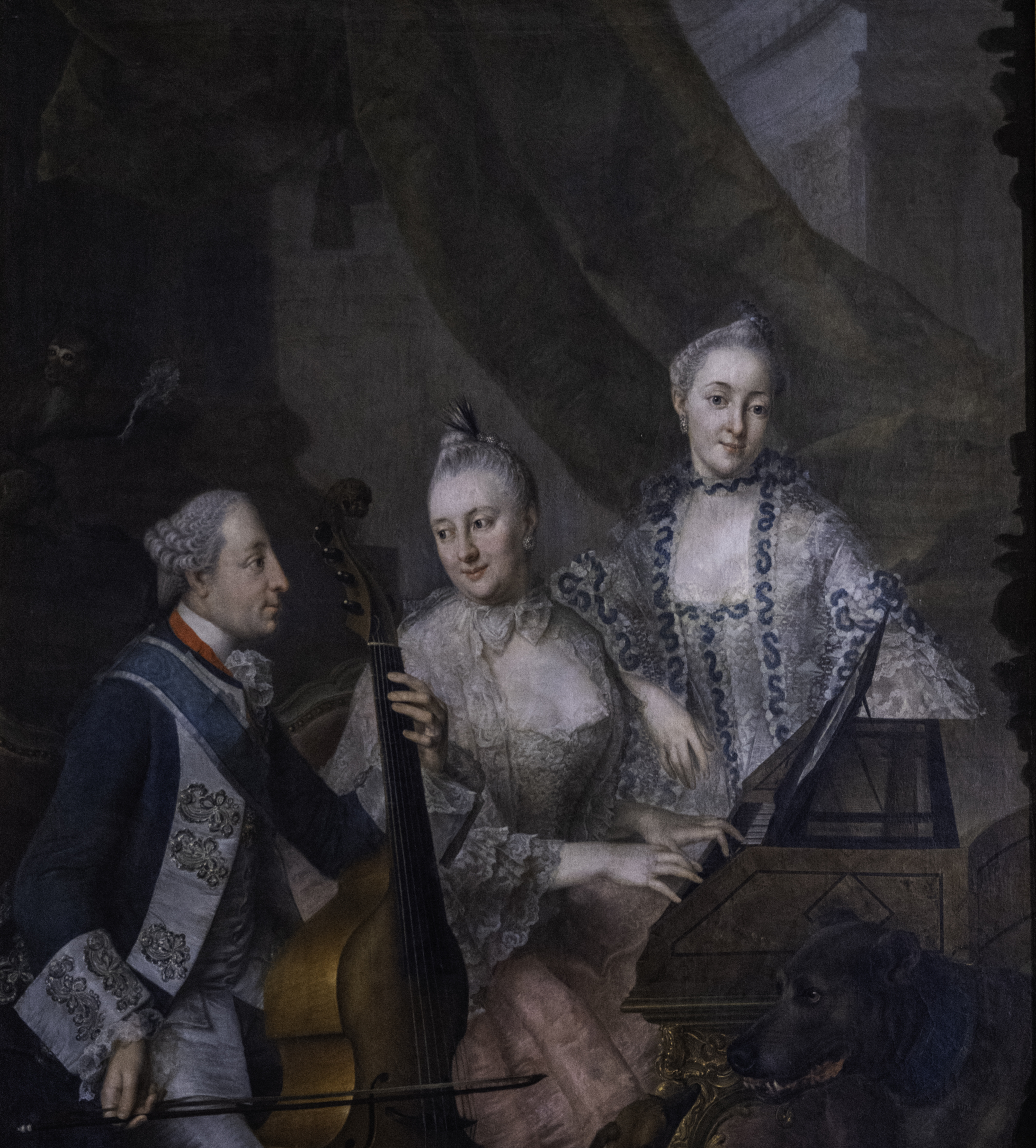
Портрет курфюрста Баварии Максимилиана III, музицирующего вместе с женой и одной из сестёр, 1947, Мюнхенская резиденция
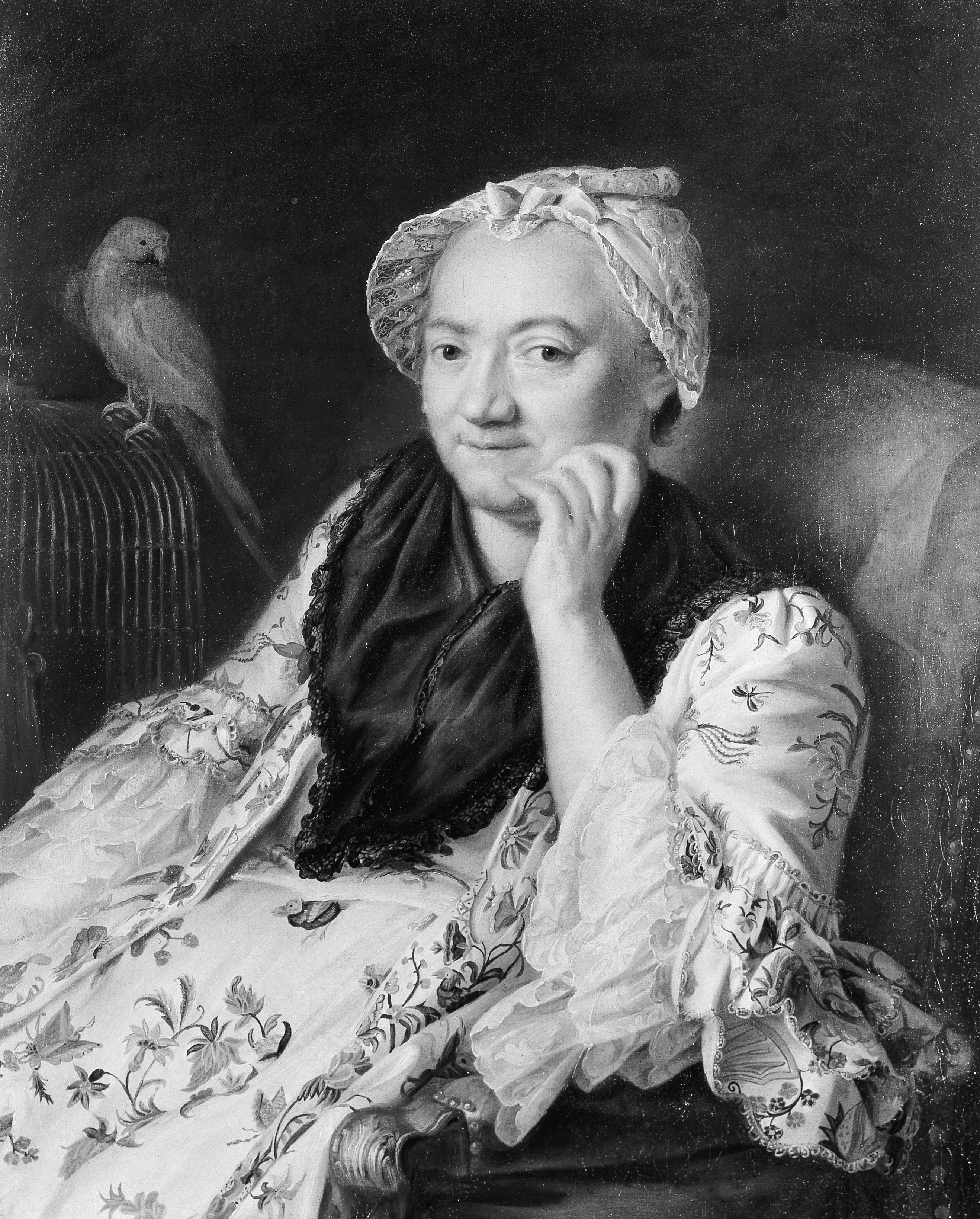
Портрет неизвестной дамы с попугаем, Метрополитен-музей (дар антиквара en:Édouard Jonas 1922 года; мог быть куплен в России, в этом случае, вероятно, является работой Иоганна Фридриха Гроота).